# Dregen (альбом)
Dregen — дебютный сольный студийный альбом гитариста шведской глэм-панк-группы Backyard Babies Дрегена, выпущенный в 25 сентября 2013 года на лейбле Universal Music.

## Об альбоме
Сопродюсером альбома стал вокалист/гитарист шведской альтернативной группы The Wannadies Пер Викстен. А в записи ему помогали бывшие коллеги Нике Андерссон (экс-The Hellacopters, Imperial State Electric), Майкл Монро, Сэми Яффа, Стив Конте и Карл Рокфист из группы Майкла Монро, а также Данко Джонс, уже выступавший в качестве приглашённого вокалиста на песне Backyard Babies «Friends», и басист его группы Джон Калабрезе.
10 августа 2013 года на шведском национальном радио P3 состоялась премьера песни «Just Like That». 10 сентября 2013 она была выпущена в виде семидюймовой красной пластинки, также на неё был снят видеоклип. Бэк-вокал в песне исполнила жена Дрегена Пернилла Андерссон. На обратную сторону сингла была помещена альбомная песня «Bad Situation».
Сам альбом был выпущен 25 сентября на лейбле Universal Music во всём мире, кроме Великобритании, где он вышел 30 сентября на лейбле Spinefarm Records. Альбом добрался до 6 места в национальном чарте Швеции.
В ноябре состоится премьера клипа на вторую песню с альбома «Flat Tyre on a Muddy Road», а 17 декабря она выходит в качестве сингла на семидюймовой синей пластинке. На обратную сторону была помещена песня «Black Canvas», также доступная на японской версии альбома. Партию женского вокала в песне исполнила шведская певица Титийо.

## Список композиций
| №   | Название                    | Автор(ы)                             | Длительность |
| --- | --------------------------- | ------------------------------------ | ------------ |
| 1.  | «Divisions of Me»           | Дреген, Нике Андерссон, Мартин Шёльд | 3:10         |
| 2.  | «Just Like That»            | Дреген, Пер Викстен                  | 2:57         |
| 3.  | «Flat Tyre on a Muddy Road» | Дреген, Викстен                      | 4:06         |
| 4.  | «Gig Pig»                   | Дреген, Викстен                      | 3:22         |
| 5.  | «Pink Hearse»               | Дреген, Викстен                      | 3:26         |
| 6.  | «Bad Situation»             | Дреген, Викстен                      | 3:02         |
| 7.  | «One Man Army»              | Дреген, Викстен                      | 3:32         |
| 8.  | «6:10»                      | Дреген, Викстен                      | 3:34         |
| 9.  | «Refuse»                    | Дреген, Андерссон, Виксен            | 2:39         |
| 10. | «Mojo Gone»                 | Дреген, Андерссон                    | 4:42         |

| №   | Название       | Автор(ы)                  | Длительность |
| --- | -------------- | ------------------------- | ------------ |
| 11. | «Black Canvas» | Дреген, Андерссон, Виксен | 3:36         |

## Над альбомом работали[5]
- Дреген — вокал, гитара, бэк-вокал, перкуссия (2—7, 9—11), барабаны (4), конга (4)
- Пер Викстен — бэк-вокал, фортепиано (1, 3, 6, 7, 9), колокол (1), ритм-гитара (2), ложки (2), свист (2), перкуссия (3—6, 11), аранжировка струнных (7, 9), вибрафон (8), конга (10)
- Нике Андерссон — барабаны (1, 9—11) , бас-гитара (1, 9—11), ритм-гитара (9—11), бэк-вокал (1, 9, 10)
- Роберт Перссон — бэк-вокал (1, 9)
- Андреас Далбек — барабаны (2, 5—7), рототом (6)
- Сэми Яффа — бас-гитара (2, 5—7)
- Сикстен Дреген — сердцебиение (2), бэк-вокал (10)
- Пернилла Андерссон — бэк-вокал (2)
- Кристина Викстен — бэк-вокал (2, 4, 7)
- Титийо — вокал (3)
- Дэн Берглунд — контрабас (3, 4)
- Майкл Монро — губная гармоника (3)
- Стив Конте — гитара (3), добро (3), бэк-вокал (3)
- Карл Рокфист — бас-барабан (3), барабаны (4, 8)
- Эльза Викстен — бэк-вокал (4)
- Кристина Викстен — бэк-вокал (2, 4)
- Данко Джонс — вокал (8)
- Джон Калабрезе — бас-гитара (8)

Производство
- Пер Викстен — продюсер, звукорежиссёр в Hospital1
- Дреген — продюсер
- Андреас Далбек — звукорежиссёр в Durango
- Фред Эстби — звукорежиссёр в Gutterview Roecorders
- Нике Андерссон — звукорежиссёр в Gutterview Roecorders
- Стив Конте — звукорежиссёр в The Joint
- Сэми Яффа — звукорежиссёр в Acoustic Voodoo Studio
- Майкл Монро — звукорежиссёр в Studio Monroe
- Майкл Илберт — сведение в Hansa Tonstudio, Берлин
- Сванте Форсбек — мастеринг, в Chartmakers, Хельсинки
- Никлас Брюнзелл — фотография для обложки
- Бьёрн Ралларе — оформление
- Линда Акерберг, Кайса Елина, Педер Карлссон, Микки Кунтту, Вилле Йууриккала, Мике Эрикссон — фотографии